# Années 1440
Les années 1440 couvrent la période de 1440 à 1449.

## Évènements
- 1438-1471 : expansion rapide de l’empire inca au Pérou qui devient un puissant État centralisé pendant le règne de l'empereur Pachacutec[1].
- Vers 1440 : création de la confédération huronne[2] comprenant cinq nations : les Attignawantans (« peuplade de l’Ours »), les Attigneenongnahacs (« peuplade de la Corde »), les Arhendaronons (« peuplade du Rocher »), les Tahontaenrats (« peuplade du Cerf ») et les Ataronchronons (« peuplade des Marais »).
- 1440-1469 : le souverain aztèque Moctezuma Ier réunit sous son contrôle de vastes territoires au Mexique[3].
- Vers 1440-1450 : Nyatsimba Mutota fonde l’empire du Monomotapa entre le Zambèze et le Limpopo[4]. Vers 1440, un Chona nommé Nyatsimba Mutota, originaire du centre du Zimbabwe, étend son autorité vers le nord et établit sa capitale à Zimbaoe, entre Zumbo et Harare (ex-Salisbury)[5]. Mutota et son fils Nyatsimba, qui prend le nom de Mutapa (Matope, mort vers 1480), fondent un puissant empire, le Monomotapa (de Mwene-Mutapa : seigneur des terres dévastées ou seigneurs des mines). À la mort de son père, Mutapa étend son territoire sur l’actuel Zimbabwe et sur une partie du Mozambique.
- Vers 1441-1461 : la capitale maya Mayapan est détruite par un soulèvement paysan contre les Cocom (nobles)[6]. La civilisation maya arrive à son terme.
- 1441 : début de la traite des Noirs entre l'Afrique et le Portugal. Les esclaves noirs sont envoyés vers les plantations sucrières des Açores et de Madère[7].
- 1442 : le roi d'Aragon Alphonse le Magnanime conquiert le royaume de Naples sur la maison d'Anjou et se proclame roi des Deux-Siciles[8] ; il restaure le prestige culturel de Naples. Il fait édifier l’arc triomphal du Castel Nuovo[9]. Il demeure un souverain étranger, entouré de conseillers catalans et de moines espagnols.
- 1444-1449 : pause dans la guerre de Cent Ans après la trêve de Tours[10].
- 1449-1450 : reconquête de la Normandie sur les Anglais par le roi de France Charles VII[11].

## Personnages significatifs
- Nicolas Rolin, chancelier du duc de Bourgogne entre 1422 et 1462.